# Dimitri Claeys
Dimitri Claeys (Gand, 18 giugno 1987) è un dirigente sportivo ed ex ciclista su strada belga. Attivo in formazioni UCI dal 2006 al 2022, ha vinto la Quattro Giorni di Dunkerque 2018. Dal 2023 è direttore sportivo del team Intermarché-Circus-Wanty.

## Palmarès
- 2005 (Juniores)

Vlaams-Brabantse Pijl
Vlaams-Brabant Classic
- 2008 (Davitamon-Lotto-Jong Vlaanderen, una vittoria)

Campionati belgi, Prova in linea Under-23
- 2009 (Jong Vlaanderen-Bauknecht, una vittoria)

Campionati belgi, Prova in linea Under-23
- 2012 (Van Der Vurst-Hiko, quattro vittorie)

Omloop van de Braakman
Grote Paasprijs
Grote Prijs Fernand Pincket
GP Terjoden Memorial Jozef Sienaert
- 2013 (VL Technics-Abutriek, cinque vittorie)

La Gainsbarre
Omloop Het Nieuwsblad Under-23
4ª tappa Tour de Côte-d'Or
4ª tappa Trois Jours de Cherbourg (Équeurdreville-Hainneville > Cherbourg-Octeville)
4ª tappa Tour de Moselle (Thionville > Thionville)
- 2014 (VL Technics-Abutriek, otto vittorie)

Erembodegem-Terjoden
Dwars door de Vlaamse Ardennen
Omloop Het Nieuwsblad Under-23
Classifica generale Ronde van Vlaams-Brabant
Omloop van de Grensstreek
1ª tappa Tour de Moselle (Berg-sur-Moselle > Entrange)
2ª tappa Tour de Moselle (Florange > Florange)
Classifica generale Tour de Moselle
- 2015 (Veranda's Willems, cinque vittorie)

2ª tappa Tour de Normandie (Duclair > Elbeuf)
Classifica generale Tour de Normandie
4ª tappa Tour of Croatia (Pola > Umago)
Internationale Wielertrofee Jong Maar Moedig
Grand Prix de la ville de Pérenchies
- 2016 (Wanty-Groupe Gobert, due vittorie)

3ª tappa Tour de Wallonie (Braine-l'Alleud > Vielsalm)
Grote Prijs Jef Scherens
- 2018 (Cofidis, una vittoria)

Classifica generale Quatre Jours de Dunkerque
- 2019 (Cofidis, una vittoria)

Famenne Ardenne Classic

### Altri successi
- 2007 (Davitamon-Win for Life-Jong Vlaanderen)

5ª tappa, 1ª semitappa Volta Ciclista Internacional a Lleida (Vielha e Mijaran > Les, cronosquadre)
- 2015 (Veranda's Willems)

Classifica a punti Tour de Normandie
1ª tappa Paris-Arras Tour (Vitry-en-Artois > Bailleul-Sir-Berthoult, cronosquadre)

## Piazzamenti

### Grandi Giri
- Tour de France

2017: 163º
2018: 130º
- Vuelta a España

2021: 105º

### Classiche monumento
- Milano-Sanremo

2017: 161º
- Giro delle Fiandre

2016: 9º
2017: 98º
2020: 6º
2021: 13º
- Parigi-Roubaix

2016: 79º
2017: 34º
2021: ritirato

### Competizioni continentali
- Campionati europei

Glasgow 2018 - In linea Elite: ritirato